# Concita De Gregorio
Concita De Gregorio (Pisa, 19 novembre 1963) è una giornalista, scrittrice, conduttrice radiofonica e conduttrice televisiva italiana.
Editorialista de la Repubblica, è stata direttrice dell'Unità dal 2008 al 2011 e dell'Hollywood Reporter Roma dal 2023 al 2024.

## Biografia
Nasce a Pisa da madre spagnola e padre toscano di origine siciliana, Paolo De Gregorio, stimato magistrato della provincia livornese. Trascorre l'infanzia nella terra d'origine della madre, la Catalogna, all'epoca sotto il regime franchista; una volta tornata in Italia cresce a Livorno, dove studia al Liceo classico Niccolini Guerrazzi, e successivamente consegue la laurea in Scienze politiche all'Università di Pisa.

### Carriera
Durante gli anni universitari inizia la professione giornalistica nelle radio e televisioni locali della Toscana, entrando nel 1985 a Il Tirreno dove, per otto anni, lavora nelle redazioni di Piombino, Livorno, Lucca e Pistoia. Nel 1998 approda a la Repubblica, dove si occupa di cronaca e politica interna. Nel 2001 pubblica Non lavate questo sangue, diario dei fatti del G8 di Genova, e un racconto per la rivista letteraria di Adelphi. Nel 2006 pubblica per Arnoldo Mondadori Editore Una madre lo sa, tra i finalisti l'anno successivo del Premio Bancarella.
Nel luglio 2008 la rivista Prima Comunicazione anticipa stralci di una sua intervista in cui rivela che il nuovo editore dell'Unità, Renato Soru, le ha proposto di diventare direttrice del quotidiano, e che ha accettato; nella stessa espone le linee guida della sua futura direzione. La notizia suscita clamore all'Unità: il comitato di redazione protesta contro la via dell'«annuncio del cambio di direttore attraverso intervista». Il 22 agosto 2008 viene ufficializzata la nomina a direttore della testata fondata da Antonio Gramsci, prima donna a ricoprire tale ruolo. Rimane in carica fino al 7 luglio 2011, quando fa ritorno a la Repubblica.
La fine dell'esperienza all'Unità si porta dietro uno strascico giudiziario quando, anni dopo, a causa del fallimento della società editrice, come direttore responsabile del quotidiano è stata ritenuta l'unico soggetto chiamato a rispondere in solido circa numerose cause per diffamazione mosse in sede civile contro la testata (pur non essendo stata l'autrice degli scritti), subendo per questo il pignoramento di conti bancari e altri beni nell'ambito di varie azioni giudiziarie; la vicenda non manca di suscitare un'ampia eco sui media e nel mondo giornalistico italiano.
Il 25 aprile 2010 è insignita del Premio "Renato Benedetto Fabrizi" dall'Associazione Nazionale Partigiani d'Italia. L'anno successivo pubblica il saggio Così è la vita. Imparare a dirsi addio. Dal 2013 al 2016 conduce su Rai 3 il programma di letteratura e cultura Pane quotidiano. Nel settembre 2018, affiancata da Daniela Amenta, conduce il programma Cactus - Basta poca acqua su Radio Capital. Nel 2021 conduce, con David Parenzo, dapprima l'edizione estiva di In onda su LA7, e poi anche quella invernale.
Nel 2022 pubblica Un'ultima cosa; dal libro è tratta una trasposizione teatrale andata in scena nella stagione 2022-2023, col titolo Un'ultima cosa, cinque invettive, sette donne e un funerale, spettacolo portato in scena dalla stessa De Gregorio con le musiche dal vivo di Erica Mou e la regia di Teresa Ludovico. Dall'aprile 2023 al febbraio 2024 segue inoltre, come direttrice, la creazione dell'Hollywood Reporter Roma, prima edizione europea dell'omonima testata statunitense.

## Vita privata
Sposata con il collega Alessandro Cecioni, è madre di quattro figli.
Nell'agosto 2022 è stata operata per un tumore maligno al seno.

## Opere

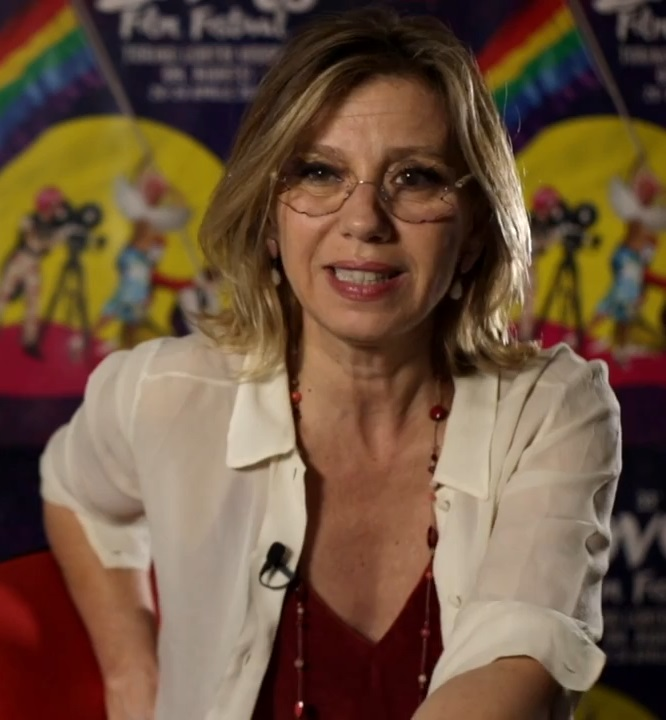
Concita De Gregorio nel 2018

- Non lavate questo sangue. I giorni di Genova, Roma-Bari, Laterza, 2001, ISBN 88-420-6510-2.
- Una madre lo sa. Tutte le ombre dell'amore perfetto, Milano, Mondadori, 2006, ISBN 88-04-56050-9.
- Malamore. Esercizi di resistenza al dolore, Milano, Mondadori, 2008, ISBN 978-88-04-58365-3.
- Un paese senza tempo. Fatti e figure in vent'anni di cronache italiane, Milano, Il Saggiatore, 2010, ISBN 978-88-428-1657-7.
- Così è la vita. Imparare a dirsi addio, Torino, Einaudi, 2011, ISBN 978-88-06-20584-3.
- Io vi maledico, Torino, Einaudi, 2013, ISBN 978-88-06-21549-1.
- Un giorno sull'isola. In viaggio con Lorenzo, Torino, Einaudi, 2014, ISBN 978-88-06-22014-3.
- Mi sa che fuori è primavera, Milano, Feltrinelli, 2015, ISBN 978-88-07-03158-8. Premio Brancati 2016.[21]
- Cosa pensano le ragazze, Torino, Einaudi, 2016, ISBN 978-88-06-23058-6.
- Nella notte, Milano, Feltrinelli, 2019, ISBN 978-88-07-03341-4.
- In tempo di guerra, Torino, Einaudi, 2019, ISBN 978-88-06-24281-7.
- Lettera a una ragazza del futuro, Milano, Feltrinelli, 2021, ISBN 978-88-07-92355-5.
- Un'ultima cosa, Milano, Feltrinelli, 2022, ISBN 978-88-07-03513-5.
- Di madre in figlia, Milano, Feltrinelli, 2025, ISBN 978-88-07-03668-2.

### Audiolibri
- Concita De Gregorio legge 'Cosi è la vita', Roma, Emons Audiolibri, 2012, ISBN 978-88-95703-84-8.
- Valeria Luiselli, Archivio dei bambini perduti. Letto da Concita De Gregorio, Roma, Emons Audiolibri, 2020, ISBN 978-88-6986-560-2.

## Programmi TV
- Pane quotidiano (2013-2016)
- FuoriRoma (2016-2018)
- Da Venezia è tutto (2017)
- In onda (2021-2023)

## Radio
- Cactus - Basta poca acqua (2018-2020)

## Teatro
- Un'ultima cosa, cinque invettive, sette donne e un funerale, regia di Teresa Ludovico (2022-2023)